# Josep Fajol Mercader
Josep Fajol Mercader (Figueres, 28 de desembre de 1925) és un col·leccionista i polític figuerenc.

## Biografia
El seu pare fou el comerciant Joan Fajol Figueras i la seva mare Antònia Mercader Basco. De jove va mostrar interès per l'esport, i es va vincular a diversos projectes ciutadans, col·laborant amb emissores locals de ràdio. Va ser alcalde de Figueres entre el gener i l'abril de 1979.